# Celeutor
Celeutor é um personagem da Mitologia Greco-Romana.

## História
Filho de Ágrio, de Calidão. Ele e seus irmãos organizaram uma expedição contra Eneu, seu tio, cujo trono usurparam e entregaram a Ágrio. Celeutor foi morto por Diomedes.